# Anconesische Republik
Als Anconesische Republik (italienisch: Repubblica Anconitana) wird eine kurzlebige Tochterrepublik der Französischen Revolution in den mittelitalienischen Marken bezeichnet.
Bereits im Mittelalter hatte es seit 11. Jahrhundert eine selbständige Seerepublik Ancona gegeben (italienisch: Repubblica di Ancona), ehe sie 1532 unter päpstliche Herrschaft gefallen war.

## Anconesische Republik
Im Ergebnis seines Italienfeldzugs schuf der französische General Napoleon Bonaparte auf dem von französischen Truppen besetzten Gebiet des Kirchenstaates am 19. November 1797 in Ancona eine separate Republik, die am 7. März 1798 wieder Rom angegliedert wurde, nachdem die Franzosen dort eine Römische Republik errichtet hatten.
Die Republik umfasste neben der Stadt Ancona auch die Gemeinden Senigallia, Jesi, Macerata, Pesaro, Urbania, Urbino und Fano. Die Regierungsgeschäfte führte ein Konsul.

## Settimana Rossa(„Rote Woche“)
Im Rahmen eines Antikriegsaufstandes kam es im Juni 1914 zu Barrikadenkämpfen in Ancona („Rote Woche“); für die Romagna und die Marken wurde von sozialistischen Arbeitern und Gewerkschaftern erneut die Republik ausgerufen; der Aufstand wurde aber von bis zu 100.000 königlichen Soldaten niedergeschlagen.